# Traudl Wallbrecher
Traudl Wallbrecher (Monaco di Baviera, 18 maggio 1923 – Monaco di Baviera, 29 luglio 2016) è stata una teologa tedesca.

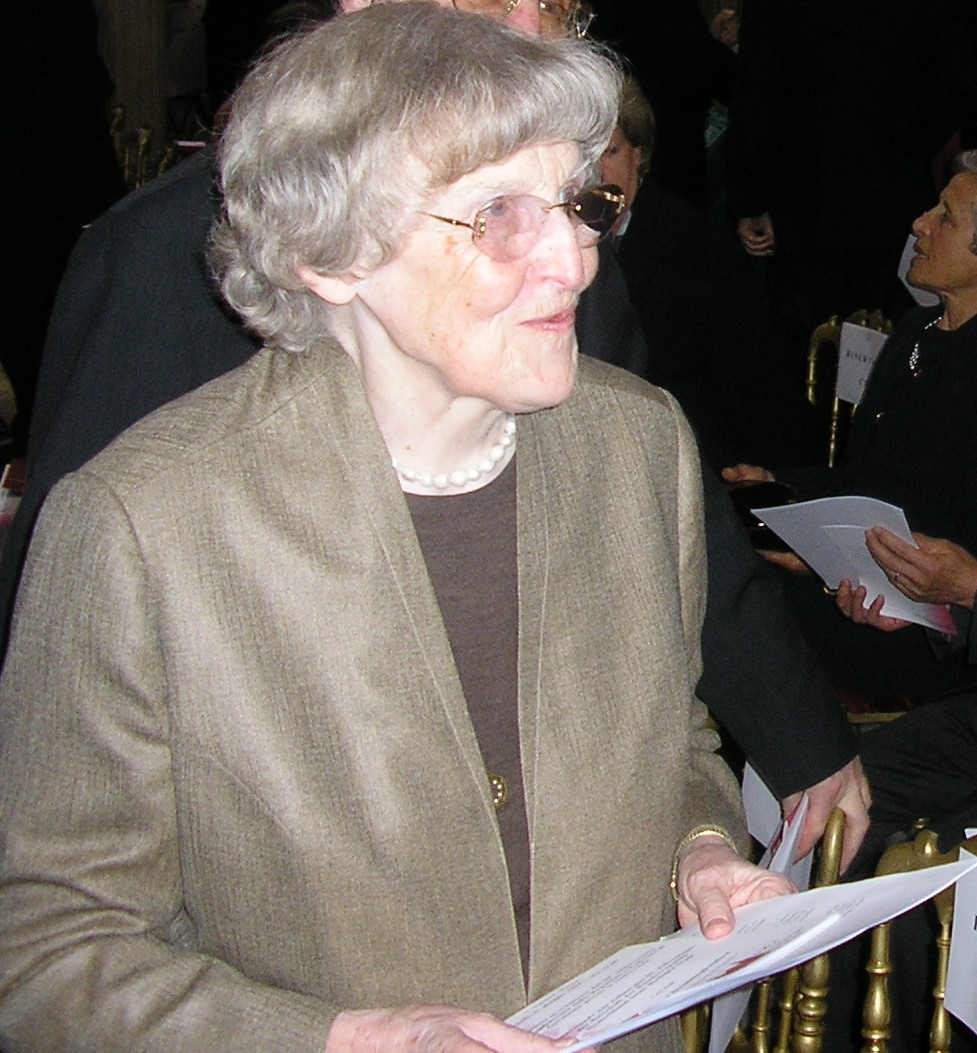
Traudl Wallbrecher in Vaticano nel giugno 2004

Gertraud “Traudl” Wallbrecher (1923 - 2016)), una delle rappresentanti dell’avanguardia del XX secolo, fu, dopo la Seconda guerra mondiale, insieme al marito Herbert Wallbrecher (1922-1997) l’iniziatrice della Comunità Cattolica d'Integrazione.

## Vita e opera
Gertraud Weiß è cresciuta a Monaco di Baviera nel quartiere di Schwabing. Dall’età di tredici anni cominciò a far parte del movimento giovanile per ragazze chiamato Heliand. Dopo il servizio ausiliario di guerra, iniziò a studiare psicologia all'università di Monaco frequentando, dal 1943, l'Istituto Pedagogico per ragazze. Nel 1945, venne arruolata, obbligata dal regime nazista, con le mansioni d'infermiera, e assistette di persona alla liberazione dei sopravvissuti del campo di concentramento di Dachau.
Nel 1945 divenne guida federale del gruppo Heliand e nel 1947, durante un incontro a Telgte, nei pressi di Münster, scosse l'assemblea con la domanda su quale fosse il significato e l'incarico della Chiesa dopo la catastrofe dell'Olocausto. Nel 1948, come conseguenza dopo l'intervento a Telgte, lasciò l'Heliand e, incoraggiata tra l’altro dal teologo professor Michael Schmaus formò un nuovo gruppo chiamato Junger Bund (Giovane Alleanza), che fino al 1968 venne seguito dal dottor Aloys Goergen, in qualità di assistente ecclesiastico.
Nel 1949 Traudl Weiß sposò l'avvocato Herbert Wallbrecher, proveniente da Hagen in Westfalia, membro del movimento cattolico maschile Bund Neudeutschland (Alleanza Germania Nuova). Dal loro matrimonio nacquero quattro figli. Nel marito e nel suo amico Johannes Joachim Degenhardt, futuro cardinale e arcivescovo di Paderborn, trovò coloro che la sostennero. La Comunità d'Integrazione nasce proprio dal gruppo di persone formatosi attorno a Traudl Wallbrecher, suo marito e Aloys Görgen.
Dando vita alla rivista Die integrierte Gemeinde, la signora Wallbrecher suscitò l'interesse di agnostici come Gerhard Szczesny e di teologi come Joseph Ratzinger; quest'ultimo ha continuato ad accompagnare il cammino della KIG all'interno della Chiesa. Durante una visita in Israele presso dei kibbutzim nel 1965, Traudl Wallbrecher trasse degli stimoli per il suo esperimento di “comunità”. Da questa esperienza nacque l’amicizia con Chaim Seeligmann che in seguito contribuì a un intenso scambio con il mondo ebraico, e nel 1995 alla fondazione dell'“Urfelder Kreis” (Circolo di Urfeld). 
Anche gli hutteriani americani e il movimento tedesco dei Bruderhöfer cominciarono a interessarsi a questa nuova realtà. Negli Stati Uniti la signora Wallbrecher strinse inoltre amicizia con ebrei religiosi come lo scrittore Zvi Kolitz e con il direttore dell'Università Jeshiva, Norman Lamm. 
Nel 1977, insieme al marito, fondò il liceo privato Günter-Stöhr-Gymnasium, oggi una delle scuole del Sankt Anna Schulverbund (Associazione scolastica Sant’Anna, S.r.l.). Inoltre dopo l'incontro del 1978 con il vescovo tanzaniano Christopher Mwoleka, è sorta una Comunità d'Integrazione in Africa.
Uno dei suoi più grandi desideri era di definire la teologia scaturita dalla nuova esperienza di Chiesa. Negli anni ottanta, i due esegeti del Nuovo Testamento, Rudolf Pesch e Gerhard Lohfink, abbandonarono le loro cattedre universitarie per collaborare a questo progetto, aderendo poi alla Comunità d’Integrazione. In seguito all’iniziativa della signora Wallbrecher di istituire una “Accademia per la Teologia del Popolo di Dio” a Villa Cavalletti nei pressi di Frascati, nel 2008 fu eretta a Roma presso la Pontificia Università Lateranense la Cattedra per la Teologia del Popolo di Dio, inaugurata da Mons. Rino Fisichella, a quei tempi Rettore Magnifico dell’Università. In autunno del 2016 è iniziato uno studio a distanza post laurea su “Il profilo della fede ebraico-cristiana” in lingua Inglese e Tedesca. 
Gertraud Wallbrecher è morta il 29 luglio 2016 a Monaco all’età di 93 anni dopo una lunga malattia. Il 9 agosto 2016 nel giornale italiano Avvenire è comparso un necrologio dal titolo: “Addio a Gertraud Wallbrecher,‘teologa’ del popolo di Dio”. È sepolta al Waldfriedhof a Monaco a pochi metri dal cimitero della comunità che lei stessa aveva guidato.
A seguito di gravi e comprovate accuse di abusi spirituali durante tutta la sua esistenza, nel 2020 il card. Reinhard Marx decretò lo scioglimento della Comunità Cattolica d'Integrazione nella diocesi di Monaco-Frisinga. A poca distanza di tempo seguirono gli scioglimenti della comunità nelle altre diocesi in cui essa era presente.